# Габріель Ано
Габріель Ано (фр. Gabriel Hanot, 6 листопада 1889, Аррас — 10 серпня 1968, Вангенбур-Енгенталь) — французький футболіст, що грав на позиції захисника, зокрема за клуб «Туркуен» та національну збірну Франції.
Згодом — спортивний журналіст, ентузіаст розвитку футболу, редактор видань L'Équipe та France Football.

## Клубна кар'єра
У дорослому футболі дебютував 1906 року виступами за команду «Туркуен», в якій провів чотири сезони.
Протягом 1910—1912 років грав у Німеччині, захищаючи кольори команди «Пройсен Берлін».
1912 року повернувся на батьківщину, де знову грав за «Туркуен», а завершував ігрову кар'єру у команді «АС Франсез», за яку виступав протягом 1916—1919 років.

## Виступи за збірну
1908 року дебютував в офіційних матчах у складі національної збірної Франції. Протягом наступних 12 років провів у її формі 12 матчів, забивши 3 голи.
У складі збірної був учасником футбольного турніру на Олімпійських іграх 1908 року в Лондоні.

## Подальше життя
Через авіаційний інцидент травмувався і досить рано завершив ігрову кар'єру. Обрав фах спортивного журналіста. Співпрацював з редакціями видань L'Équipe та France Football, ставши із часом одним із найавторитетніших футбольних експертів країни.
До його заслуг прийнято зараховувати започаткування першого професійного турніру у Франції у 1932 році, створення провідного європейського турніру — Кубка європейських чемпіонів, а також впровадження нагороди «Золотий м'яч» найкращому футболістові Європи.
У перші повоєнні роки (1945–1949) входив до тренерської ради національної збірної Франції, де мав функції, що найбільше відповідали безпосередньо тренерській роботі.
Помер 10 серпня 1968 року на 79-му році життя у місті Вангенбур-Енгенталь.